# Symploce relucens
Symploce relucens är en kackerlacksart som först beskrevs av Gerstaecker 1883.  Symploce relucens ingår i släktet Symploce och familjen småkackerlackor. Inga underarter finns listade i Catalogue of Life.